# ريتشارد هودجز (جراح)
ريتشارد هودجز (بالإنجليزية: Richard Hodges)‏ هو جراح أمريكي، ولد في 6 نوفمبر 1827، وتوفي في 9 فبراير 1896.